# Михајешти (Хунедоара)
Михајешти (рум. Mihăiești) насеље је у Румунији у округу Хунедоара у општини Добра. Oпштина се налази на надморској висини од 196 m.

## Становништво
Према подацима из 2002. године у насељу је живело 296 становника, од којих су сви румунске националности.